# Deroplatys gorochovi
Deroplatys gorochovi är en bönsyrseart som beskrevs av Anisyutkin 1998. Deroplatys gorochovi ingår i släktet Deroplatys och familjen Mantidae. Inga underarter finns listade i Catalogue of Life.